# Modernismo
Modernismo is de Spaanse en Portugese term voor modernisme, die afhankelijk van de kunstvorm waarover gesproken wordt, een andere betekenis aan kan nemen.

## Architectuur en beeldende kunst
De term Modernismo kan ook verwijzen naar Catalaans modernisme, een term in de kunst die gewoonlijk verwijst naar de vroege moderne art-nouveaubeweging in de beeldende kunsten en de architectuur, en naar het symbolisme in de literatuur dat ontstond in het Catalonië van omstreeks 1890-1910. Deze stroming moet niet verward worden met het modernisme dat van heel andere, bijna tegenovergestelde, esthetische principes uitgaat, en heeft ook weinig te maken met het Modernismo in de literatuur.